# (15875) 1996 TP66
(15875) 1996 TP66 é um objeto transnetuniano plutino localizado no cinturão de Kuiper. Foi descoberto em 11 de outubro de 1996 por C. Trujillo, D. C. Jewitt, e J. X. Luu no Observatório Mauna Kea. Atualmente está a 27,7 UA do Sol.